# Duportella tristicula
Duportella tristicula är en svampart som först beskrevs av Berk. & Broome, och fick sitt nu gällande namn av Reinking 1920. Duportella tristicula ingår i släktet Duportella och familjen Peniophoraceae.   Inga underarter finns listade i Catalogue of Life.